# Acuario (álbum)
Acuario es el cuarto álbum como solista del cantautor chileno Manuel García. Fue publicado el 12 de julio de 2012 bajo el sello discográfico Oveja Negra, siendo este el segundo álbum que el cantante ariqueño publica con esta discográfica.
Acuario marcó un giro en el estilo clásico de García al experimentar con la música electrónica, citando como referencias a ABBA, Kraftwerk, Blondie y el álbum Corazones de Los Prisioneros.
Para el lanzamiento del disco, se hicieron varias actividades, destacando el artista cantando en un coche del Metro de Santiago el día antes del lanzamiento de la obra. La promoción de Acuario también incluyó tres shows en el Teatro Caupolicán de Santiago, luego del lanzamiento. Su primer sencillo fue «Carcelero».
En 2022, con ocasión de su décimo aniversario, el periodista Sergio Cancino escribió el libro Acuario - Manuel García, un ensayo con la historia del álbum a partir de entrevistas con el cantautor, el productor Marcelo Aldunate, el exmánager Carlos Fonseca, los hermanos Mauricio y Francisco Durán de Los Bunkers, el productor ejecutivo Carlos Salazar Isla, y el diseñador Jorge David, creador del arte de Acuario.  También, como parte de la conmemoración, apareció Acuario - 10 años, una remezcla del disco a cargo de Aldunate con dos bonus tracks: "Me quedo aquí" y "Esfera de cristal". 

## Lista de canciones
Todas las canciones escritas y compuestas por Manuel García, salvo donde se indique. 
| N.º   | Título                  | Escritor(es)                                   | Duración |  |
| 1.    | «Madera»                |                                                | 3:31     |  |
| 2.    | «Carcelero»             | Manuel García, Francisco Durán, Mauricio Durán | 3:33     |  |
| 3.    | «Un rey y un diez»      |                                                | 2:36     |  |
| 4.    | «Acuario»               |                                                | 5:09     |  |
| 5.    | «Sueños»                |                                                | 3:51     |  |
| 6.    | «Tan dulce, tan triste» |                                                | 3:44     |  |
| 7.    | «Hombre al precipicio»  | Francisco Durán, Mauricio Durán                | 3:47     |  |
| 8.    | «El miedo»              |                                                | 3:33     |  |
| 9.    | «Caprica»               |                                                | 4:13     |  |
| 10.   | «Como partir»           |                                                | 4:16     |  |
| 11.   | «La hora nueve»         |                                                | 3:07     |  |
| 41:20 |                         |                                                |          |  |